# Maison de porcelaine de Tianjin

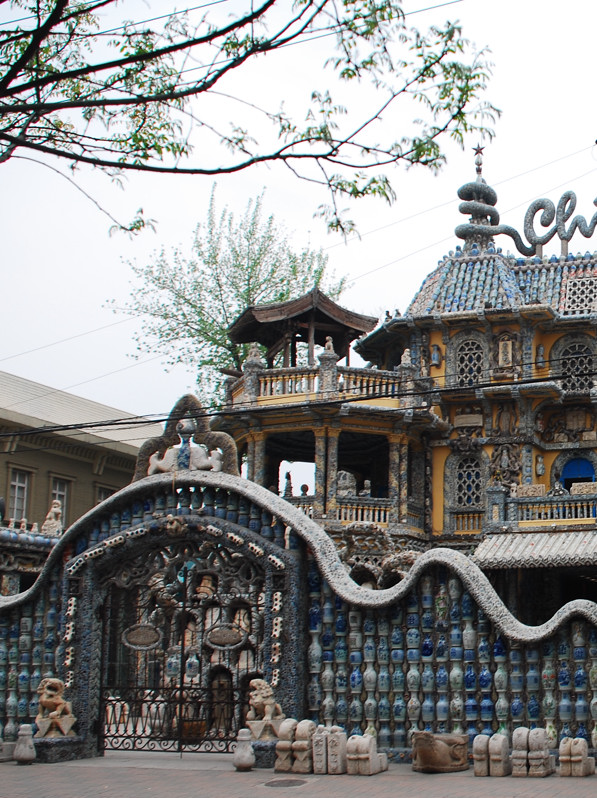
La maison de porcelaine

La maison de porcelaine (chinois : 瓷房子) est un musée privé de la ville de Tianjin en Chine. Il est ouvert au public depuis le 2 septembre 2007.

## Description
La maison de porcelaine est un musée privé de 3 000 m2 qui a été construit et conçu par Zhang LianZhi à Tianjin (R.P de Chine). 
Il a utilisé pas moins de 700 millions de morceaux de porcelaine datant de la Dynastie Tang à la Dynastie Qing. La maison est composée d'environ 13 000 morceaux de céramique chinoise (vases et couverts), 300 komainu, 300 sculptures de marbre et environ 20 tonnes de cristaux naturels.

## Historique[3]
Cette maison a été bâtie au tout début du XXe siècle par les Français qui occupaient Tianjin. Puis vers la fin de la Dynastie Qing elle servit de demeure pour un grand ministre de la finance. Enfin avant d'être abandonnée elle hébergea une banque. 
En 2002 Zhang Lianzhi acheta cette maison délabrée pour en faire une œuvre d'art. Il passa 4 ans à recouvrir l’extérieur et l'intérieur de cette maison avec sa collection de porcelaine privée.

## Intérêts
- Le “Ping‘an Qiang" (平安墙)

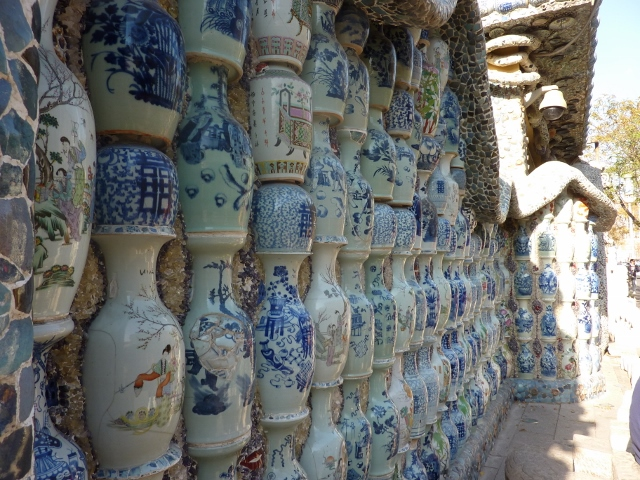
Le « Ping‘an Qiang ».

C'est un mur couvert par environ 3000 vases de porcelaine. Ping‘an Qiang peut se traduire par « mur pacifique » ou « mur de la paix ». Ping‘an (平安) signifie en effet « paix, sécurité » ou « pacifique » en chinois. Ping (瓶) signifie aussi « vase ». Le nom de ce mur est donc un jeu de mots chinois entre ping (paix) et ping (vase).
- Les oreillers chinois

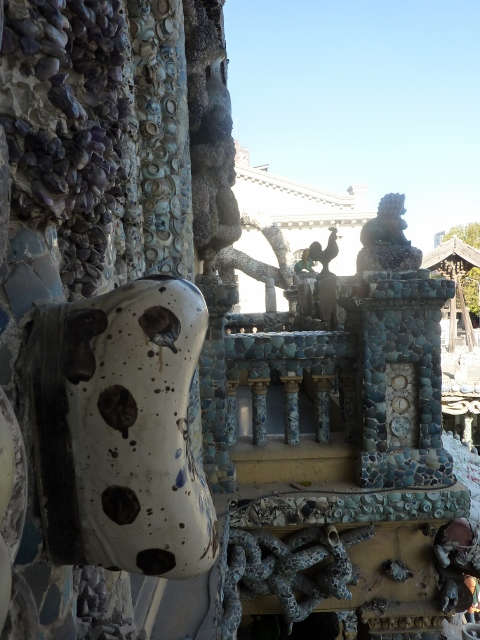
« Sui sui ping an.»

On les trouve un peu partout sur les murs extérieurs de la maison. Ils symbolisent « des années paisibles ». En chinois, le dicton associé à ces oreillers est : « Sui sui ping'an » (岁岁平安). C'est une formule de souhaits qui pourrait se traduire par « je te souhaite d'innombrables paisibles années ».

## Quelques mots sur Zhang LianZhi[5]
Zhang LianZhi est né le 4 avril 1957[réf. nécessaire], il est issu d'une riche famille de Tianjin en effet sa famille était propriétaire d'un commerce de sel. 
Zhang LianZhi s'est très vite passionné pour les collections. Il a d'abord collectionné les bijoux, puis des meubles anciens et enfin sa dernière collection fut les porcelaines anciennes. Durant ses voyages à la recherche de pièces de porcelaine, il découvrit dans le sud de la Chine, le concept de restaurant de fruits de mer frais. Il importa cette idée à Tianjin et ouvrit son premier restaurant. Par la suite il devint propriétaire de 3 restaurants dans la ville.
Quelques années plus tard, il eut l'idée de construire un musée privé dans lequel on pouvait également manger. En 1992 il ouvrit donc un  « musée-restaurant »  appelé « Yue weixian», nom qu'on peut traduire par « fraîcheur unique de Canton ». Puis le 2 septembre 2007 il ouvrit son premier musée privé, la « maison de porcelaine ».

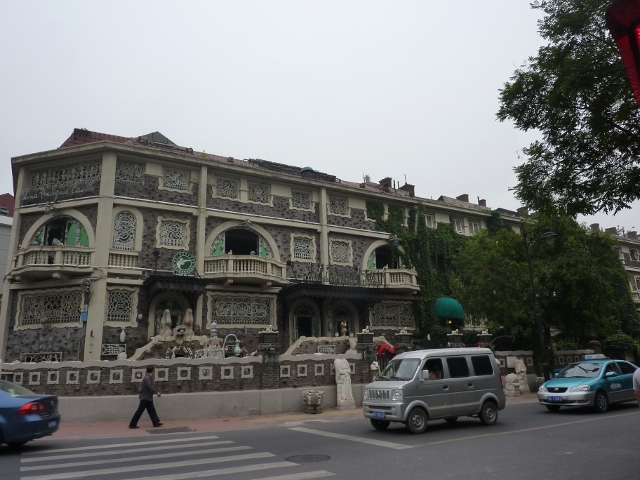
Restaurant Yue weixian

## Citations
Zhang LianZhi a dit : 
- « I want to share my enthusiasm about the collection with many more people. For the past twenty years, I myself have found great fun in studying the stories and history behind the ceramics. It would be a pity and waste if these fabulous works of art were appreciated by myself only. »

- « The design is based on my understanding of antique porcelain and traditional Chinese culture. The experience is like a child building his dream house with toy bricks. With such a large amount of porcelain pieces, all I needed was my imagination to create and explore. »